# New Lambton
New Lambton är en ort i Australien. Den ligger i kommunen Lake Macquarie Shire och delstaten New South Wales, i den sydöstra delen av landet, omkring 110 kilometer nordost om delstatshuvudstaden Sydney. Antalet invånare är 1 791.
Trakten är tätbefolkad. Närmaste större samhälle är Newcastle, nära New Lambton. Genomsnittlig årsnederbörd är 1 393 millimeter. Den regnigaste månaden är februari, med i genomsnitt 222 mm nederbörd, och den torraste är juli, med 42 mm nederbörd.